# Плато Гесперія

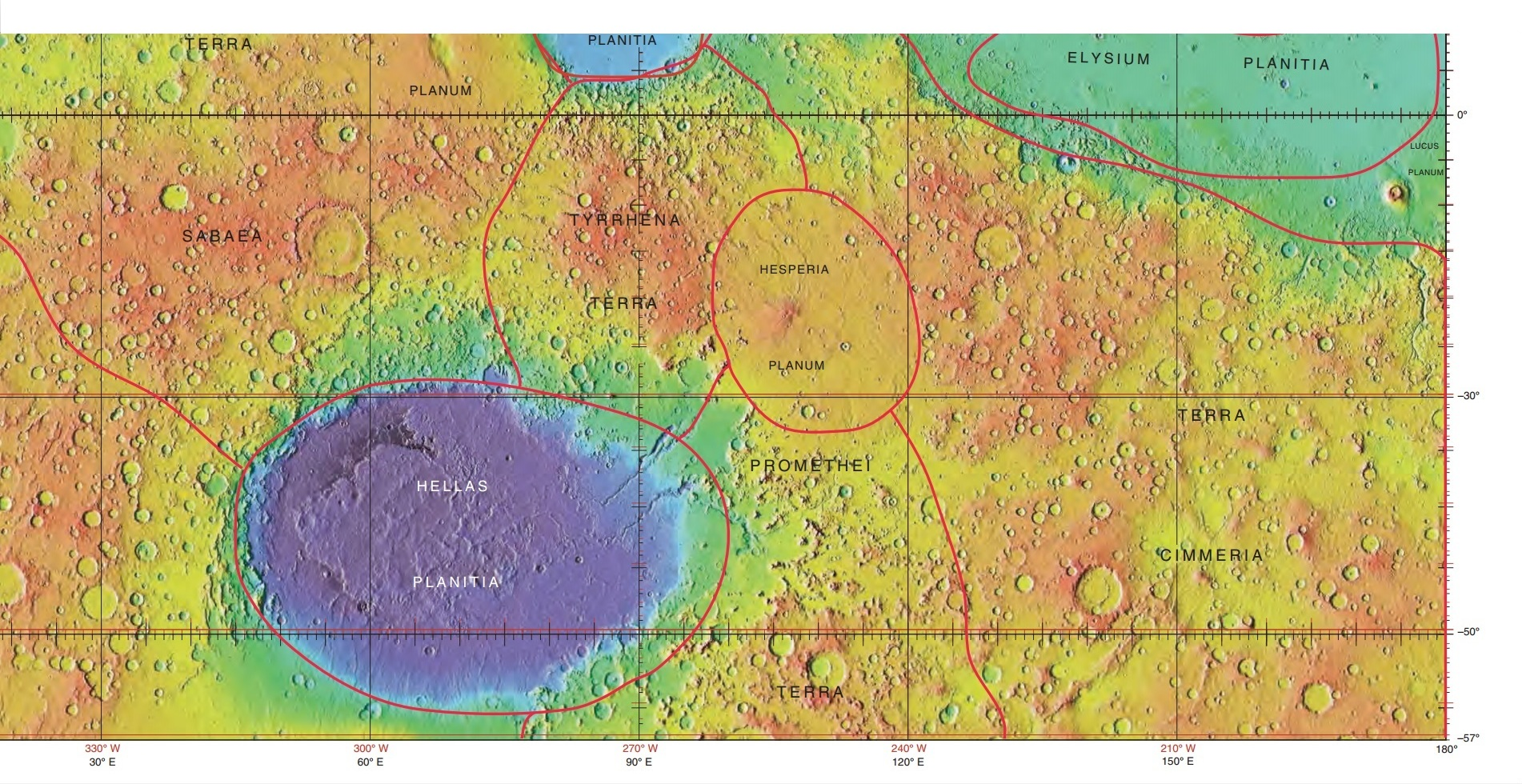
Мапа MOLA, що демонструє точні межі рівнини та інших регіонів. Кольорами позначені висоти.

Плато Гесперія, або Hesperia Planum — це широка лавова рівнина, розташована у південних височинах планети Марс. Особливу увагу до себе це плато привертає помірною кількістю ударних кратерів, а також великою кількістю гряд. Тут також розташований древній вулкан — гора Тірренська (Tyrrhenus Mons, або Tyrrhena Patera). Гесперійський період історії Марса отримав свою назву від плато Гесперія.

## Походження назви

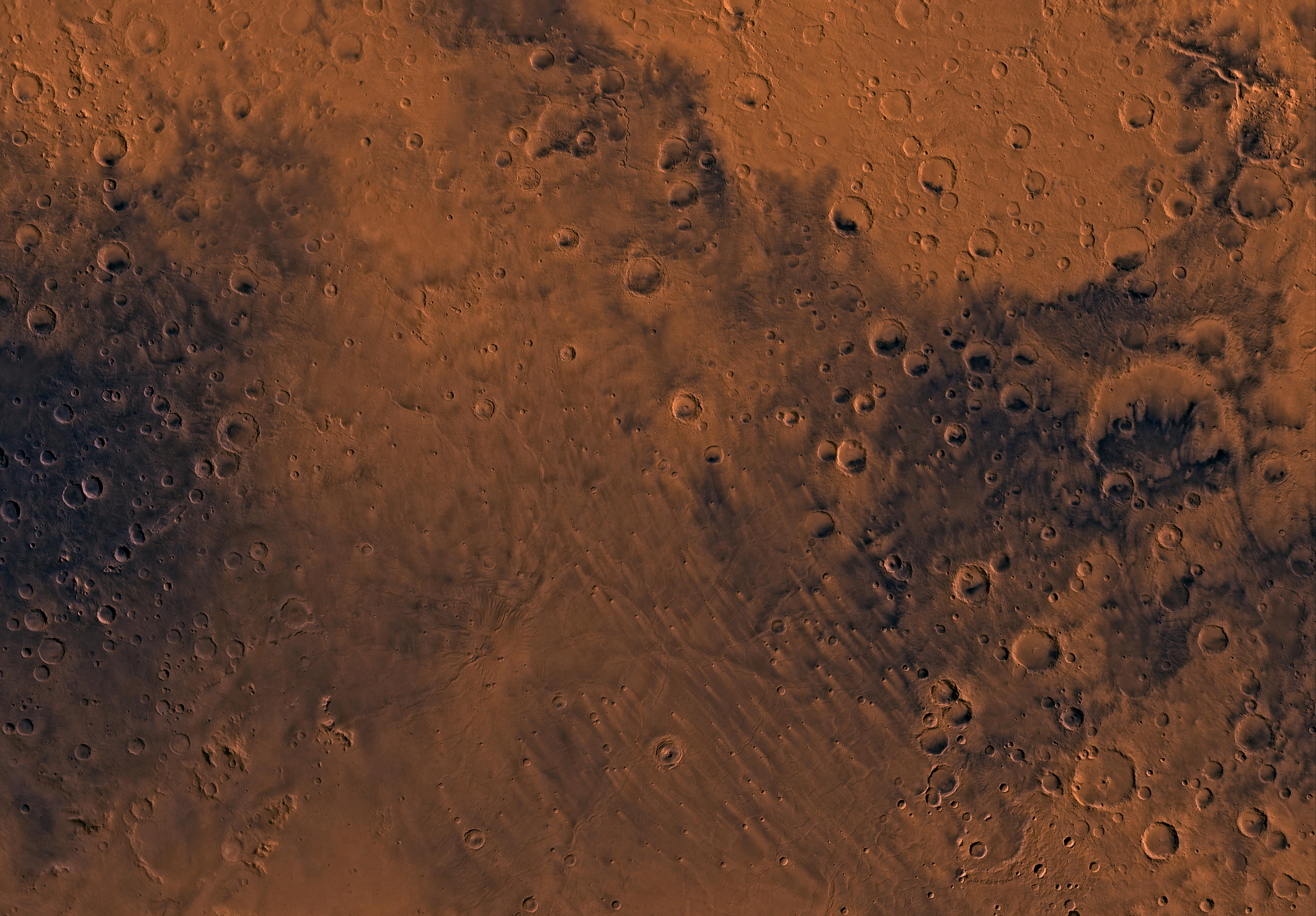
Зображення квадрангла Mare Tyrrhenum, виконане на основі знімків MDIM «Вікінга». Гесперія — це середньо забарвлений (тьмяний) регіон (зліва від центру), розташований між темнішими областями Mare Tyrrhenum (зліва) та Mare Cimmerium (справа).

Більшість назв об'єктів на поверхні Марса походять із Біблії чи з античних джерел. Hesperia — це грецько-латинський поетичний термін, що позначав «землі на заході», що для древніх греків означало Італію, а для римлян — Іспанію. Planum (мн. plana) — це латинське слово, яким позначають плато, або високу рівнину. Це — родовий термін, що використовується в планетології для позначення порівняно рівнинних, піднесених форм рельєфу на інших планетах чи супутниках.
Назву Гесперія регіонові Марса дав італійський астроном Джованні Скіапареллі у 1877 році, назвавши так тьмяну деталь альбедо із центром за координатами 20° пд. ш., 240°зх. д., розташовану між двома темнішими регіонами. Вважаючи, що темніші деталі відповідають водоймам, Скіапареллі вирішив, що Гесперія — це заплава або марші, розташовані на межі між двома суміжними морями — Тірренським та Кімерійським. І хоча ще до початку XX століття припущення про існування морів на Марсі було відкинуте, справжня природа цієї області залишалася невідомою аж до космічної ери. 1972 року космічний апарат Mariner 9 виявив, що рівнина, всіяна кратерами та слідами вітрової ерозії. 1973 року Міжнародний астрономічний союз (МАС) надав рівнині офіційну назву Hesperia Planum («плато Гесперія»). Темні ділянки по боках рівнини, виявились високогір'ями, густо всіяними кратерами. 1979 року МАС затвердив за височиною на заході назву Tyrrhena Terra, а за ділянкою на сході — Terra Cimmeria. (Terra — це латинський родовий термін, що означає «земля», або «континент».)

## Розташування та фізіографія

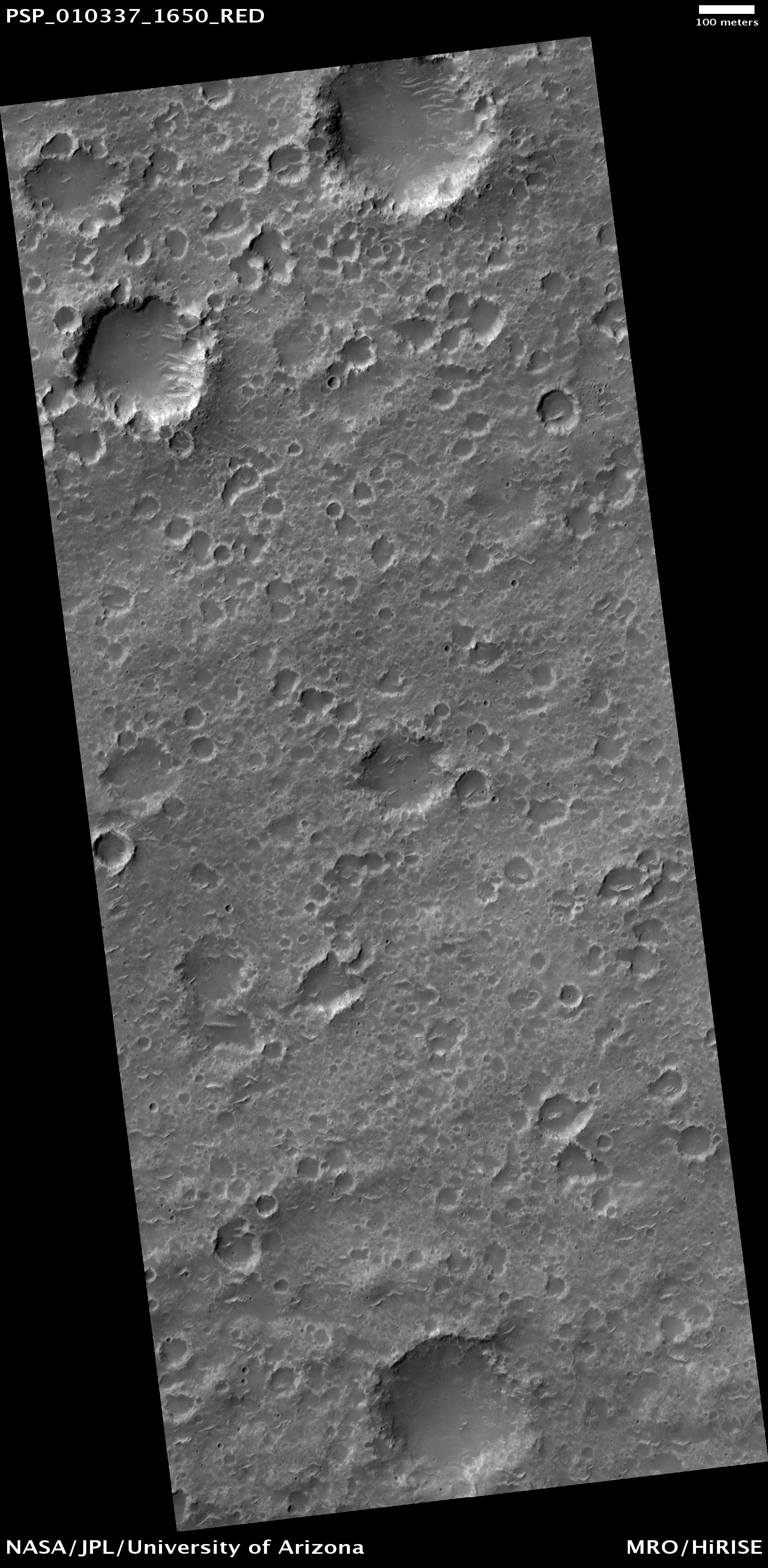
Знімок поверхні північно-західної ділянки плато Гесперія зблизька, виконаний камерою HiRISE космічного апарата Mars Reconnaissance Orbiter (MRO).

Плато Гесперія простягається вздовж широкого північно-східного валу гігантського ударного басейну Еллада. Плато розташоване за координатами 22,3° пд. ш., 110°сх. д. у квадранглі Mare Tyrrhenum (MC-22). Незначна частина цього регіону на півдні перебуває в межах квадрангла Hellas. Максимальна ширина рівнини становить 1700 км, а загальна його площа дорівнює приблизно 2 мільйони км2.
На знімках великого масштабу (>100 м на поверхні) плато Гесперія виглядає гладким та рівним, маючи всюди порівняно однаковий рівень висоти, що становить 1.2 км над марсіанським датумом. За висотою, поверхня рівнини розташована на 200–800 метрів нижче, аніж поверхня розташованих поряд височин Tyrrhena Terra та Terra Cimmeria, і є дещо нахиленою в південному напрямку, при чому середній місцевий нахил становить приблизно 0,03°. На знімках високої роздільної здатності (<19 м/піксель) поверхня плато Гесперія вкрита переважно пилом та різними дрібнозернистими відкладами. На знімках видно також незначну кількість валунів та оголень скельної основи. Поширеними є неглибокі кратери, наповнені гладким шаром відкладень породи. Не видно жодних отворів чи вулканічних утворень на поверхні, однак присутні невеликі канали (<10 метрів у ширину).

## Геологія
Плато Гесперія загалом розцінюється як утворення із трапової магми, однак не можна виключати і можливість нашарування вулканокластичних чи озерних відкладень. Ця лава, схоже, частково наповнила величезну, неправильну топографічну депресію, що існувала тут ще з Нойського періоду. В деяких місцях все ще проступають значно старші за саму рівнину вали старих ударних кратерів, що свідчить про те, що товщина лавових відкладень сягає 250–500 м. Об'єм лави в межах плато Гесперія можна порівняти з об'ємом великих магматичних провінцій на Землі, таких як базальтова група річки Колумбія.

### Імпактне кратероутворення та вік

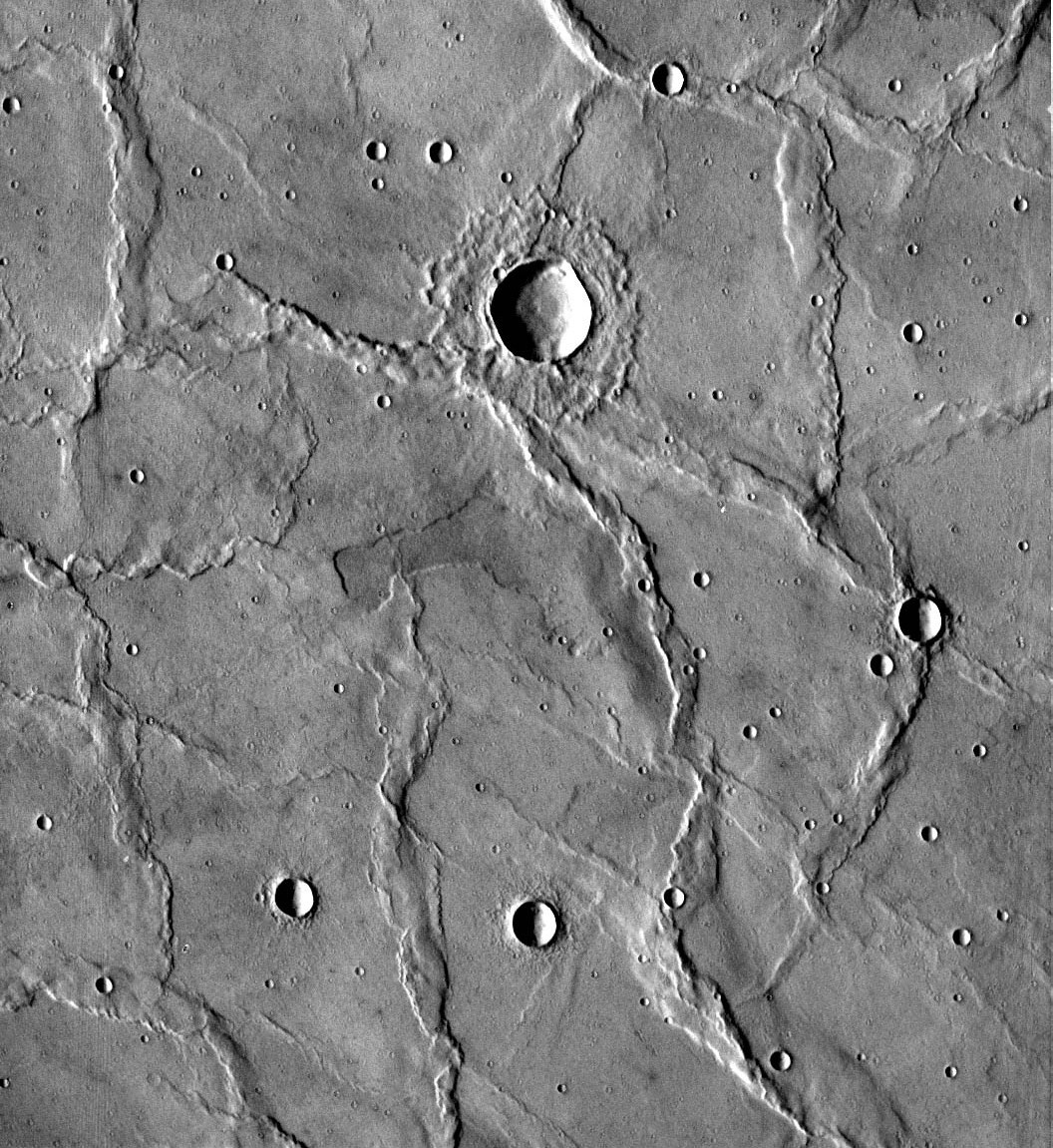
Знімок гряд на плато Гесперія, виконаний орбітальним апаратом «Вікінг». Північ — вгорі зліва. Ширина знімка відповідає 107 км на поверхні.

Помірна кількість кратерів на плато Гесперія свідчить про те, що рівнина є середньою за віком у марсіанській історії. У планетології кількісна густота ударних кратерів є тією мірою, через яку можна визначити відносний вік поверхні небесного тіла. Густіше всіяні кратерами поверхні є старими, а ті, на яких кратерів мало — є молодими. Плато Гесперія — це locus typicus Гесперійської геологічної системи та історичного періоду. Лава, з якої утворене плато, визначає основу Гесперійської геологічної системи. Ця лава затопила рівнину на початку Гесперійського періоду — близько 3700 мільйонів років тому. (Сам же Марс сформувався близько 4500 мільйонів років тому.) Гесперійська лава — молодша, аніж густо всіяні кратерами поверхні Нойського періоду, але старша за породи, сформовані протягом дещо ближчого до нас Амазонського періоду. (див. Геологія Марса.)

### Гряди
Гряди — це видовжені, лінійні топографічні підвищення із виразною морфологією, яка складається із низьких, широких, аркоподібних підвищень, що на вершині завершуються вузькими, звивистими кряжами (див. знімок зліва). Такі деталі поверхні є досить поширеними на Місяці, де вони зустрічаються виключно на лавових рівнинах (місячних морях). Їх наявність на Марсі вважається свідченням подібності вулканічних процесів. Тому місцевості на Марсі, де є багато таких гряд, розцінюються як рівнини, що утворилися із дуже текучої базальтової лави (трапових базальтів). Самі по собі гряди вважаються поверхневим проявом насувів, що відбулися вже після того, як лава вкрила поверхню. Гряди — це не вулканічні деталі, вони є вторинними, тектонічними структурами, що утворюються в щільних, міцних породах (таких як базальтові нашарування), які піддавалися сильному компресійному напруженню. Рівнини з грядами, що походять з Гесперійського періоду, такі як плато Гесперія, покривають близько 30% всієї поверхні Марса.

### Tyrrhenus Mons

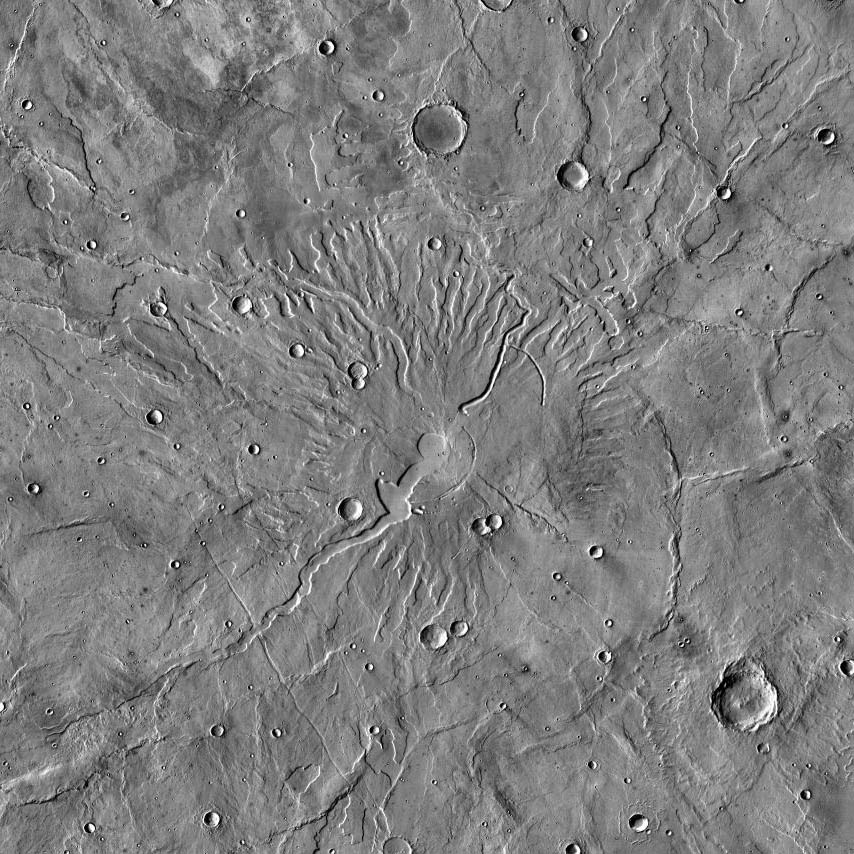
Денна інфрачервона мозаїка знімків Tyrrhenus Mons, виконана камерою THEMIS Коли цей древній, еродований вулкан був вперше розглянутий на знімках космічного апарата Mariner 9, йому дали неофіційну назву «Кульбаба» (Dandelion) через його вигляд.

Tyrrhenus Mons (гора Тірренська, також відома як Tyrrhena Patera) — це еродований, низький вулкан у західній частині плато Гесперія. Це — один із найстаріших конусних вулканів на планеті, один із класу вулканів, що звуться високогірними патерами. Виверження Tyrrhenus Mons відбувалися переважно наприкінці Нойського та на початку Гесперійського періодів. Гора Тірренська вивищується над навколишніми рівнинами лише на 1.5 км. У її центрі розташована депресія, або кальдера діаметром у 40 км, з якої радіально розходяться численні долини з плоским дном, а також кряжі, що свідчить про значну ерозію вулкана. Низький рельєф Tyrrhena Mons, наряду з його еродованим станом, свідчить про те, що він утворений переважно з крихкого матеріалу, що легко піддається ерозії — такого, як вулканічний попіл. Попіл же утворився, найімовірніше, внаслідок взаємодії магми з підземними водами чи льодом.